# Komuna e Shëngjinit
Komuna e Shëngjinit är en kommun i Albanien.   Den ligger i prefekturen Qarku i Lezhës, i den norra delen av landet, 60 km norr om huvudstaden Tirana. Antalet invånare är 2 698.
Trakten runt Komuna e Shëngjinit består till största delen av jordbruksmark.  Runt Komuna e Shëngjinit är det ganska tätbefolkat, med 144 invånare per kvadratkilometer.